# Língua tonga do Maláui
A língua tonga do Maláui é uma língua africana bantu falada por cerca de 170.000 falantes nativos no Maláui. Apesar do nome, não deve ser confundida com a língua tonga falada no Zimbábue e na Zâmbia, com a qual não tem relação; e essas duas línguas também não devem ser confundidas com o guitonga, língua falada em Moçambique, nem com a língua falada no reino de Tonga, país da Oceania.
A língua tonga do Maláui é falada principalmente no distrito de Nkhata Bay, no Maláui, nas margens do Lago Niassa (lá chamado Lago Maláui), de frente para as ilhas de Likoma e Chizumulu.
É chamada, por seus próprios falantes, chiTonga.

## Vocabulário
chingana - no entanto; ndi - e; pa rweka - além; msuzi - ferreiro (plural: wasuzi, ʋasuzi); matchiwa - brisas; kufya - queimar; chigawu - mandioca; wiskekuru ancestral; kutenga - trazer; gutu - orelha (plural: makutu); kuwomba manja - bater palmas; mbweno! - chega! basta!